# Oscar za najboljeg redatelja
Oscar za najboljeg redatelja (eng. Academy Award for Best Achievement in Directing / Best Director) je jedna od Nagrada za zasluge koje dodjeljuje Akademija filmskih umjetnosti i znanosti (AMPAS) redateljima koji rade u filmskoj industriji. Dok o nominacijama za najboljeg redatelja odlučuju članovi Akademijine redateljske branše, dobitnike nagrade biraju svi članovi Akademije.

## Povijest
Tijekom posljednjih 80 godina, računajući izjednačenja i ponovne pobjednike, Akademija je dodijelila ukupno 81 nagradu za najboljeg redatelja, 61 različitom redatelju. Na prvoj dodjeli Oscara (1927./1928.), bile su dvije redateljske nagrade - jedna za "dramsku režiju" i jedna za "režiju komedije". Nagrada za komediju je ukinuta sljedeće godine, a nagrade su u povijesti u velikoj većini išle redateljima dramskih filmova. Na 34. dodjeli (1961.) i 80. dodjeli (2007.), nagrada je dodijeljena redateljskom timu, a ne pojedinačnom redatelju.
Najranije godine nagrade bile su obilježene nedosljednošću i konfuzijom. U prvoj godini Oscara, glumci i drugi kao što su snimatelji bili su nominirani za sve svoje filmove koji su producirani tijekom kvalificirajućeg razdoblja. Budući da je nagrada za režiranje bila za "režiranje", a ne za "najboljeg redatelja", odavala je počast redatelju povezanom sa samo jednim filmom - tako Janet Gaynor uz svoju nominaciju za najbolju glumicu ima navedena dva filma Franka Borzagea, ali je samo jedan od njih Borzageu donio nominaciju za režiju. Druge godine se ponovio isti slučaj pa je Frank Lloyd nominiran za tri svoja filma - ali, što je još više zbunjujuće, samo je jedan od njih naveden na nagradi kao film za koji je dobio nagradu. Konačno, za nagrade za 1930./'31., ovaj konfuzni sustav je zamijenjen onim trenutnim u kojem je redatelj nominiran za jedan film.
Oscari za najboljeg redatelja i najbolji film bile su tijekom svoje povijesti vrlo usko povezane. Od 80 filmova koji su proglašeni najboljim, 59 ih je bilo nagrađeno i za najboljeg redatelja. Samo su tri filma osvojila nagradu za najbolji film bez da je njihov redatelj bio nominiran (iako samo jedan nakon početka tridesetih): Krila (1927./'28.), Grand Hotel (1931./'32.) i Vozeći gospođicu Daisy (1989.). Jedina dva najbolja redatelja čiji filmovi nisu bili nominirani za najprestižniju nagradu bila su također iz ranih godina: Lewis Milestone (1927./'28.) i Frank Lloyd (1928./'29.).
Zbog striktnih pravila Ceha američkih redatelja (DGA), samo jedan pojedinac može imati potpis kao redatelj filma. (Ovo pravilo je doneseno kako bi se spriječili problemi s pravima i vlasništvom te kako bi se eliminiralo lobiranje za redateljski potpis od strane producenata i glumaca). No, DGA može načiniti iznimku za ovo pravilo ako dva redatelja žele podijeliti redateljski potpis za film kao "afirmirani dvojac". U povijesti Oscara, afirmirani dvojci bili su nominirani samo tri puta: Robert Wise i Jerome Robbins (koji su ga osvojili za Priču sa zapadne strane 1961.); Warren Beatty i Buck Henry (koji su bili nominirani za Nebo može čekati 1978.) i Joel i Ethan Coen (koji su ga osvojili 2007. za Nema zemlje za starce).
Osam osoba je bilo nominirano za najboljeg redatelja i najboljeg glumca za isti film: Warrenu Beattyju je to pošlo za rukom dvaput (Nebo može čekati i Crveni), kao i Clintu Eastwoodu (Nepomirljivi i Djevojka od milijun dolara). Ostala šestorica su: Orson Welles (Građanin Kane),Laurence Olivier (Hamlet), Woody Allen (Annie Hall), Kenneth Branagh (Henrik V.), Kevin Costner (Ples s vukovima) i Roberto Benigni (Život je lijep). Nitko nikad nije osvojio obje nagrade. Četiri su osvojila za najboljeg redatelja, ali ne i za najboljeg glumca: Allen, Beatty (za Crvene), Costner, Eastwood (u obje prilike). Dvojica su osvojila za najboljeg glumca, ali ne i za najboljeg redatelja: Benigni i Olivier. Konačno, trojica su izgubili obje nagrade: Beatty (Nebo može čekati), Branagh i Welles.
Mnogi veliki redatelji nikad nisu osvojili nagradu: Robert Altman, Michelangelo Antonioni, Ingmar Bergman, John Cassavetes, Charles Chaplin, Federico Fellini, Howard Hawks, Alfred Hitchcock, Stanley Kramer, Stanley Kubrick, Akira Kurosawa, Ernst Lubitsch, George Lucas, Sidney Lumet, David Lynch, Terrence Malick, Arthur Penn, Ridley Scott, King Vidor, Peter Weir i Orson Welles. Popis velikih redatelja koji nikad nisu bili nominirani uključuje sljedeće: Luis Buñuel, Tim Burton, David Cronenberg, Brian De Palma, John Frankenheimer, Jean-Luc Godard, Spike Lee i Sergio Leone. Kathryn Bigelow jedina je redateljica koja je osvojila ovu nagradu, a osim nje bile su nominirane: Jane Campion, Sofia Coppola i Lina Wertmuller.
Nijedan film dobitnik nagrade za najbolju režiju nije izgubljen, iako je nominirani Patriot izgubljen, a nominirani Sorrell i sin nekompletan. Za Drag (jedan od filmova za koji je Frank Lloyd nominiran, ali nije pobijedio 1929.) se dugo mislilo da je izgubljen, no postoje glasine da je preživio, vjerojatno na videovrpci. Za pobjednika za režiju komedije, Dva arapska viteza, dugo se mislilo da je izgubljen, ali je sačuvan u arhivu Howarda Hughesa te je bio prikazan (zajedno s još jednim filmom koji je iste godine nominiran kojeg je producirao Hughes a vjerovalo se da je izgubljen, Reket) na Turner Classic Movies.

## Superlativi
| Kategorija            | Ime            | Superlativ    | Godina     | Bilješke                         |
| --------------------- | -------------- | ------------- | ---------- | -------------------------------- |
| Najviše nagrada       | John Ford      | 4 nagrade     | 1952.      | Ford je ukupno nominiran 5 puta. |
| Najviše nominacija    | William Wyler  | 12 nominacija | 1959.      | 3 Oscara.                        |
| Najstariji pobjednik  | Clint Eastwood | 74 godine     | 2004.      | Djevojka od milijun dolara       |
| Najstariji nominirani | John Huston    | 79 godina     | 1985.      | Čast Prizzijevih                 |
| Najmlađi pobjednik    | Norman Taurog  | 32 godine     | 1930./'31. | Skippy                           |
| Najmlađi nominirani   | John Singleton | 24 godine     | 1991.      | Žestoki momci                    |

John Ford je jedini redatelj s četiri redateljska Oscara, a slijede ga Frank Capra i William Wyler, s tri pobjede. Wyler ima najviše nominacija, 12. Robert Altman, Clarence Brown, Alfred Hitchcock i King Vidor su izjednačeni po broju nominacija bez pobjede, po pet svaki.
Samo su dva redatelja ostvarila dvije uzastopne pobjede: John Ford za Plodove gnjeva 1940. i Kako je bila zelena moja dolina 1941., i Joseph L. Mankiewicz za Pismo trima ženama 1949. i Sveo o Evi 1950.

## Višestruke nominacije
Sljedećih 88 redatelja su više puta bili nominirani za Oscara za najboljeg redatelja. Popis je sortiran brojem ukupnih nagrada (uz broj ukupnih nominacija u zagradama).
| - 4 : John Ford (5) - 3 : William Wyler (12) - 3 : Frank Capra (6) - 2 : Billy Wilder (8) - 2 : David Lean (7) - 2 : Fred Zinnemann (7) - 2 : Steven Spielberg (6) - 2 : Elia Kazan (5) - 2 : George Stevens (5) - 2 : Clint Eastwood (4) - 2 : Frank Lloyd (4) - 2 : Joseph L. Mankiewicz (4) - 2 : Miloš Forman (3) - 2 : Leo McCarey (3) - 2 : Lewis Milestone (3) - 2 : Oliver Stone (3) - 2 : Robert Wise (3) - 2 : Frank Borzage (2) - 1 : Woody Allen (7) - 1 : Martin Scorsese (7) - 1 : George Cukor (5) - 1 : John Huston (5) - 1 : Michael Curtiz (5) - 1 : Francis Ford Coppola (4) - 1 : Mike Nichols (4) - 1 : Bob Fosse (3) - 1 : Roman Polanski (3) - 1 : Joel Coen (3) - 1 : Sydney Pollack (3) - 1 : Carol Reed (3) | - 1 : John Schlesinger (3) - 1 : Warren Beatty (2) - 1 : Robert Benton (2) - 1 : Bernardo Bertolucci (2) - 1 : William Friedkin (2) - 1 : Ron Howard (2) - 1 : Peter Jackson (2) - 1 : Ang Lee (2) - 1 : Barry Levinson (2) - 1 : Vincente Minnelli (2) - 1 : Robert Redford (2) - 1 : George Roy Hill (2) - 1 : Steven Soderbergh (2) - 1 : Norman Taurog (2) - 0 : Robert Altman (5) - 0 : Clarence Brown (5) - 0 : Alfred Hitchcock (5) - 0 : King Vidor (5) - 0 : Federico Fellini (4) - 0 : Stanley Kubrick (4) - 0 : Sidney Lumet (4) - 0 : Peter Weir (4) - 0 : Ingmar Bergman (3) - 0 : Richard Brooks (3) - 0 : Stephen Daldry (3) - 0 : James Ivory (3) - 0 : Norman Jewison (3) - 0 : Stanley Kramer (3) - 0 : Ernst Lubitsch (3) - 0 : David Lynch (3) | - 0 : Arthur Penn (3) - 0 : Ridley Scott (3) - 0 : William A. Wellman (3) - 0 : Sam Wood (3) - 0 : John Boorman (2) - 0 : David Fincher (2) - 0 : Stephen Frears (2) - 0 : Lasse Hallström (2) - 0 : Roland Joffé (2) - 0 : Henry King (2) - 0 : Gregory La Cava (2) - 0 : Mike Leigh (2) - 0 : Robert Z. Leonard (2) - 0 : Joshua Logan (2) - 0 : George Lucas (2) - 0 : Terrence Malick (2) - 0 : Alan Parker (2) - 0 : Alexander Payne (2) - 0 : Otto Preminger (2) - 0 : Jason Reitman (2) - 0 : Mark Robson (2) - 0 : Robert Rossen (2) - 0 : Jim Sheridan (2) - 0 : Josef von Sternberg (2) - 0 : Quentin Tarantino (2) - 0 : W. S. Van Dyke (2) - 0 : Gus Van Sant (2) - 0 : Peter Yates (2) |

## Pobjednici i nominirani
Svaka svečanost dodjele Oscara je poredana kronološki ispod uz dobitnika Oscara za najboljeg redatelja i filma povezanog s nagradom. U sljedećem stupcu do pobjednika su nominirani za najboljeg redatelja. Vodeći se Akademijinom praksom, filmovi ispod poredani su po godinama njihova prikazivanja u Los Angelesu, što je obično (ali ne i uvijek) u godini izdanja. Na primjer, Oscar za najboljeg redatelja 1999. se dodjeljuje tijekom svečanosti održane 2000.

### 1920-e
U prvoj godini nagrada je podijeljena na režiju drame i komedije.
| Godina            | Dobitnik film                        | Nominirani |
| ----------------- | ------------------------------------ | --- |
| 1927./1928. Drama | Frank Borzage – Sedmo nebo           | Herbert Brenon – Sorrell i sin King Vidor – Gomila |
| Komedija          | Lewis Milestone – Dva arapska viteza | Charles Chaplin – Cirkus Ted Wilde – Speedy |
| 1928./1929.       | Frank Lloyd – Božanstvena žena       | Lionel Barrymore – Madame X Harry Beaumont – Broadwayska melodija Irving Cummings – U staroj Arizoni Frank Lloyd – Weary River i Drag Ernst Lubitsch – Patriot |

### 1930-e
| Godina      | Dobitnik film                           | Nominirani |
| ----------- | --------------------------------------- | --- |
| 1929./1930. | Lewis Milestone – Na zapadu ništa novo  | Clarence Brown – Anna Christie i Romansa Robert Z. Leonard – Raspuštenica Ernst Lubitsch – Ljubavna parada King Vidor – Aleluja                 |
| 1930./1931. | Norman Taurog – Skippy                  | Clarence Brown – Slobodna duša Lewis Milestone – Naslovna strana Wesley Ruggles – Cimarron Josef von Sternberg – Maroko                         |
| 1931./1932. | Frank Borzage – Bad Girl                | King Vidor – Šampion Josef von Sternberg – Šangaj ekspres                                                                                       |
| 1932./1933. | Frank Lloyd – Kavalkada                 | Frank Capra – Lady for a Day George Cukor – Male žene                                                                                           |
| 1934.       | Frank Capra – Dogodilo se jedne noći    | Victor Schertzinger – Jedna noć ljubavi W. S. Van Dyke – Tanki čovjek                                                                           |
| 1935.       | John Ford – Doušnik                     | Henry Hathaway – Život bengalskog kopljanika Frank Lloyd – Pobuna na brodu Bounty                                                               |
| 1936.       | Frank Capra – Gospodin Deeds ide u grad | Gregory La Cava – Moj čovjek Godfrey Robert Z. Leonard – Veliki Ziegfeld W. S. Van Dyke – San Francisco William Wyler – Dodsworth               |
| 1937.       | Leo McCarey – Strašna istina            | William Dieterle – Život Emilea Zole Sidney Franklin – Dobra zemlja Gregory La Cava – Ulaz na pozornicu William A. Wellman – Zvijezda je rođena |
| 1938.       | Frank Capra – U grob ništa ne nosiš     | Michael Curtiz – Anđeli garava lica Michael Curtiz – Četiri kćeri Norman Taurog – Grad dječaka King Vidor – Citadela                            |
| 1939.       | Victor Fleming – Zameo ih vjetar        | Frank Capra – Gospodin Smith ide u Washington John Ford – Poštanska kočija Sam Wood – Zbogom, gospodine Chips William Wyler – Orkanski visovi   |

### 1940-e
| Godina | Dobitnik film                                | Nominirani |
| ------ | -------------------------------------------- | --- |
| 1940.  | John Ford – Plodovi gnjeva                   | George Cukor – Priča iz Philadelphije Alfred Hitchcock – Rebecca Sam Wood – Kitty Foyle William Wyler – Pismo                                    |
| 1941.  | John Ford – Kako je bila zelena moja dolina  | Alexander Hall – Stiže g. Jordan Howard Hawks – Narednik York Orson Welles – Građanin Kane William Wyler – Male lisice                           |
| 1942.  | William Wyler – Gđa. Miniver                 | Michael Curtiz – Yankee Doodle Dandy John Farrow – Wake Island Mervyn LeRoy – Robovi prošlosti Sam Wood – Kings Row                              |
| 1943.  | Michael Curtiz – Casablanca                  | Clarence Brown – Ljudska komedija Henry King – Bernardettina pjesma Ernst Lubitsch – Nebo može čekati George Stevens – Što brojniji, to veseliji |
| 1944.  | Leo McCarey – Idući svojim putem             | Alfred Hitchcock – Čamac za spašavanje Henry King – Wilson Otto Preminger – Laura Billy Wilder – Dvostruka obmana                                |
| 1945.  | Billy Wilder – Izgubljeni vikend             | Clarence Brown – National Velvet Alfred Hitchcock – Začarana Leo McCarey – Zvona Svete Marije Jean Renoir – Južnjak                              |
| 1946.  | William Wyler – Najbolje godine naših života | Clarence Brown – Godišnjak Frank Capra – Divan život David Lean – Kratki susret Robert Siodmak – Ubojice                                         |
| 1947.  | Elia Kazan – Džentlmenski sporazum           | George Cukor – Dvostruki život Edward Dmytryk – Unakrsna vatra Henry Koster – Biskupova žena David Lean – Velika očekivanja                      |
| 1948.  | John Huston – Blago Sierra Madre             | Anatole Litvak – Zmijsko leglo Jean Negulesco – Johnny Belinda Laurence Olivier – Hamlet Fred Zinnemann – Potraga                                |
| 1949.  | Joseph L. Mankiewicz – Pismo trima ženama    | Carol Reed – Pali idol Robert Rossen – Svi kraljevi ljudi William A. Wellman – Bojište William Wyler – Nasljednica                               |

### 1950-e
| Godina | Dobitnik film                        | Nominirani |
| ------ | ------------------------------------ | --- |
| 1950.  | Joseph L. Mankiewicz – Sve o Evi     | George Cukor – Jučer rođena John Huston – Džungla na asfaltu Carol Reed – Treći čovjek Billy Wilder – Bulevar sumraka                            |
| 1951.  | George Stevens – Mjesto pod suncem   | John Huston – Afrička kraljica Elia Kazan – Tramvaj zvan čežnja Vincente Minnelli – Amerikanac u Parizu William Wyler – Detektivska priča        |
| 1952.  | John Ford – Mirni čovjek             | Cecil B. DeMille – Najveća predstava na svijetu John Huston – Moulin Rouge Joseph L. Mankiewicz – Pet prstiju Fred Zinnemann – Točno u podne     |
| 1953.  | Fred Zinnemann – Odavde do vječnosti | George Stevens – Shane Charles Walters – Lili Billy Wilder – Stalag 17 William Wyler – Praznik u Rimu                                            |
| 1954.  | Elia Kazan – Na dokovima New Yorka   | Alfred Hitchcock – Prozor u dvorište George Seaton – Provincijalka William A. Wellman – Zapisano na nebu Billy Wilder – Sabrina                  |
| 1955.  | Delbert Mann – Marty                 | Elia Kazan – Istočno od Raja David Lean – Ljetno doba Joshua Logan – Piknik John Sturges – Loš dan u Black Rocku                                 |
| 1956.  | George Stevens – Div                 | Michael Anderson – Put oko svijeta u 80 dana Walter Lang – Kralj i ja King Vidor – Rat i mir William Wyler – Prijateljsko uvjeravanje            |
| 1957.  | David Lean – Most na rijeci Kwai     | Joshua Logan – Sayonara Sidney Lumet – 12 gnjevnih ljudi Mark Robson – Gradić Peyton Billy Wilder – Svjedok optužbe                              |
| 1958.  | Vincente Minnelli – Gigi             | Richard Brooks – Mačka na vrućem limenom krovu Stanley Kramer – Bijeg u lancima Mark Robson – Svratište šeste sreće Robert Wise – Želim živjeti! |
| 1959.  | William Wyler – Ben-Hur              | Jack Clayton – Put u visoko društvo George Stevens – Dnevnik Anne Frank Billy Wilder – Neki to vole vruće Fred Zinnemann – Priča o opatici       |

### 1960-e
| Godina | Dobitnik film                                          | Nominirani |
| ------ | ------------------------------------------------------ | --- |
| 1960.  | Billy Wilder – Apartman                                | Jack Cardiff – Sinovi i ljubavnici Jules Dassin – Nikad nedjeljom Alfred Hitchcock – Psiho Fred Zinnemann – Lutalice                                                      |
| 1961.  | Robert Wise i Jerome Robbins – Priča sa zapadne strane | Federico Fellini – Slatki život Stanley Kramer – Suđenje u Nürnbergu Robert Rossen – Hazarder J. Lee Thompson – Topovi s Navaronea                                        |
| 1962.  | David Lean – Lawrence od Arabije                       | Pietro Germi – Razvod na talijanski način Robert Mulligan – Ubiti pticu rugalicu Arthur Penn – Čudotvorka Frank Perry – David i Lisa                                      |
| 1963.  | Tony Richardson – Tom Jones                            | Federico Fellini – 8½ Elia Kazan – Amerika, Amerika Otto Preminger – Kardinal Martin Ritt – Hud                                                                           |
| 1964.  | George Cukor – My Fair Lady                            | Michael Cacoyannis – Grk Zorba Peter Glenville – Becket Stanley Kubrick – Dr. Strangelove ili: Kako sam naučio ne brinuti i zavolio bombu Robert Stevenson – Mary Poppins |
| 1965.  | Robert Wise – Moje pjesme, moji snovi                  | David Lean – Doktor Živago John Schlesinger – Darling Hiroshi Teshigahara – Žena na pijesku William Wyler – Kolekcionar                                                   |
| 1966.  | Fred Zinnemann – Čovjek za sva vremena                 | Michelangelo Antonioni – Uvećanje Richard Brooks – Profesionalci Claude Lelouch – Jedan muškarac i jedna žena Mike Nichols – Tko se boji Virginije Woolf?                 |
| 1967.  | Mike Nichols – Diplomac                                | Richard Brooks – In Cold Blood Norman Jewison – U vrelini noći Stanley Kramer – Pogodi tko dolazi na večeru Arthur Penn – Bonnie i Clyde                                  |
| 1968.  | Carol Reed – Oliver!                                   | Anthony Harvey – Zima jednog lava Stanley Kubrick – 2001: Odiseja u svemiru Gillo Pontecorvo – Bitka za Alžir Franco Zeffirelli – Romeo i Julija                          |
| 1969.  | John Schlesinger – Ponoćni kauboj                      | Costa-Gavras – Z George Roy Hill – Butch Cassidy i Sundance Kid Arthur Penn – Alicin restoran Sydney Pollack – Konje ubijaju, zar ne?                                     |

### 1970-e
| Godina | Dobitnik film                                | Nominirani |
| ------ | -------------------------------------------- | --- |
| 1970.  | Franklin J. Schaffner – Patton               | Robert Altman – M*A*S*H Federico Fellini – Satyricon Arthur Hiller – Ljubavna priča Ken Russell – Zaljubljene žene                                            |
| 1971.  | William Friedkin – Francuska veza            | Peter Bogdanovich – Posljednja kino predstava Norman Jewison – Guslač na krovu Stanley Kubrick – Paklena naranča John Schlesinger – Nedjelja, krvava nedjelja |
| 1972.  | Bob Fosse – Cabaret                          | John Boorman – Oslobađanje Francis Ford Coppola – Kum Joseph L. Mankiewicz – Njuškalo Jan Troell – Emigranti                                                  |
| 1973.  | George Roy Hill – Žalac                      | Ingmar Bergman – Krici i šaputanja Bernardo Bertolucci – Posljednji tango u Parizu William Friedkin – Egzorcist George Lucas – Američki grafiti               |
| 1974.  | Francis Ford Coppola – Kum II                | John Cassavetes – Žena pod utjecajem Bob Fosse – Lenny Roman Polanski – Kineska četvrt François Truffaut – Američka noć                                       |
| 1975.  | Miloš Forman – Let iznad kukavičjeg gnijezda | Robert Altman – Nashville Federico Fellini – Amarcord Stanley Kubrick – Barry Lyndon Sidney Lumet – Pasje poslijepodne                                        |
| 1976.  | John G. Avildsen – Rocky                     | Ingmar Bergman – Licem u lice Sidney Lumet – TV mreža Alan J. Pakula – Svi predsjednikovi ljudi Lina Wertmüller – Sedam ljepotica                             |
| 1977.  | Woody Allen – Annie Hall                     | George Lucas – Zvjezdani ratovi, Epizoda 4: Nova nada Herbert Ross – Životna prekretnica Steven Spielberg – Bliski susreti treće vrste Fred Zinnemann – Julia |
| 1978.  | Michael Cimino – Lovac na jelene             | Woody Allen – Interijeri Hal Ashby – Povratak veterana Warren Beatty, Buck Henry – Nebo može čekati Alan Parker – Ponoćni ekspres                             |
| 1979.  | Robert Benton – Kramer protiv Kramera        | Francis Ford Coppola – Apokalipsa danas Bob Fosse – Sav taj jazz Edouard Molinaro – Krletka Peter Yates – Četiri prijatelja                                   |

### 1980-e
| Godina | Dobitnik film                                | Nominirani |
| ------ | -------------------------------------------- | --- |
| 1980.  | Robert Redford – Obični ljudi                | David Lynch – Čovjek slon Roman Polanski – Tess Richard Rush – Kaskader Martin Scorsese – Razjareni bik                                                   |
| 1981.  | Warren Beatty – Crveni                       | Hugh Hudson – Vatrene kočije Louis Malle – Atlantic City Mark Rydell – Ljetnikovac na Zlatnom jezeru Steven Spielberg – Otimači izgubljenog kovčega       |
| 1982.  | Richard Attenborough – Gandhi                | Sidney Lumet – Presuda Wolfgang Petersen – Podmornica Sydney Pollack – Tootsie Steven Spielberg – E.T.                                                    |
| 1983.  | James L. Brooks – Vrijeme nježnosti          | Bruce Beresford – Nježno milosrđe Ingmar Bergman – Fanny i Alexander Mike Nichols – Silkwood Peter Yates – Garderobijer                                   |
| 1984.  | Miloš Forman – Amadeus                       | Woody Allen – Broadway Danny Rose Robert Benton – Mjesto u srcu Roland Joffé – Polja smrti David Lean – Put u Indiju                                      |
| 1985.  | Sydney Pollack – Moja Afrika                 | Hector Babenco – Poljubac žene pauka John Huston – Čast Prizzijevih Akira Kurosawa – Kaos Peter Weir – Svjedok                                            |
| 1986.  | Oliver Stone – Vod smrti                     | Woody Allen – Hannah i njezine sestre James Ivory – Soba s pogledom Roland Joffé – Misija David Lynch – Plavi baršun                                      |
| 1987.  | Bernardo Bertolucci – Posljednji kineski car | John Boorman – Nada i slava Lasse Hallström – Moj pasji život Norman Jewison – Začarana mjesecom Adrian Lyne – Fatalna privlačnost                        |
| 1988.  | Barry Levinson – Kišni čovjek                | Charles Crichton – Riba zvana Wanda Mike Nichols – Zaposlena djevojka Alan Parker – Mississippi u plamenu Martin Scorsese – Posljednje Kristovo iskušenje |
| 1989.  | Oliver Stone – Rođen 4. srpnja               | Woody Allen – Zločini i prekršaji Kenneth Branagh – Henrik V. Jim Sheridan – Moje lijevo stopalo Peter Weir – Društvo mrtvih pjesnika                     |

### 1990-e
| Godina | Dobitnik film                               | Nominirani |
| ------ | ------------------------------------------- | --- |
| 1990.  | Kevin Costner – Ples s vukovima             | Francis Ford Coppola – Kum III Stephen Frears – Varalice Barbet Schroeder – Žrtve bogatstva Martin Scorsese – Dobri momci                 |
| 1991.  | Jonathan Demme – Kad jaganjci utihnu        | Barry Levinson – Bugsy Ridley Scott – Thelma i Louise John Singleton – Žestoki momci Oliver Stone – JFK                                   |
| 1992.  | Clint Eastwood – Nepomirljivi               | Robert Altman – Igrač Martin Brest – Miris žene James Ivory – Howards End Neil Jordan – Plačljiva igra                                    |
| 1993.  | Steven Spielberg – Schindlerova lista       | Robert Altman – Kratki rezovi Jane Campion – Glasovir James Ivory – Na kraju dana Jim Sheridan – U ime oca                                |
| 1994.  | Robert Zemeckis – Forrest Gump              | Woody Allen – Meci iznad Broadwaya Krzysztof Kieslowski – Tri boje: Crveno Robert Redford – Kviz Quentin Tarantino – Pakleni šund         |
| 1995.  | Mel Gibson – Hrabro srce                    | Mike Figgis – Napuštajući Las Vegas Chris Noonan – Praščić Babe Michael Radford – Poštar Tim Robbins – Odlazak u smrt                     |
| 1996.  | Anthony Minghella – Engleski pacijent       | Joel Coen – Fargo Miloš Forman – Narod protiv Larryja Flynta Scott Hicks – Sjaj Mike Leigh – Tajne i laži                                 |
| 1997.  | James Cameron – Titanic                     | Peter Cattaneo – Skidajte se do kraja Atom Egoyan – Slatko životarenje Curtis Hanson – L.A. povjerljivo Gus Van Sant – Dobri Will Hunting |
| 1998.  | Steven Spielberg – Spašavanje vojnika Ryana | Roberto Benigni – Život je lijep John Madden – Zaljubljeni Shakespeare Terrence Malick – Tanka crvena linija Peter Weir – Trumanov Show   |
| 1999.  | Sam Mendes – Vrtlog života                  | Lasse Hallström – Kućna pravila Spike Jonze – Biti John Malkovich Michael Mann – Probuđena savjest M. Night Shyamalan – Šesto čulo        |

### 2000-e
| Godina | Dobitnik film                                       | Nominirani |
| ------ | --------------------------------------------------- | --- |
| 2000.  | Steven Soderbergh – Traffic                         | Stephen Daldry – Billy Elliot Ang Lee – Tigar i zmaj Ridley Scott – Gladijator Steven Soderbergh – Erin Brockovich                                            |
| 2001.  | Ron Howard – Genijalni um                           | Robert Altman – Gosford Park Peter Jackson – Gospodar prstenova: Prstenova družina David Lynch – Mulholland Drive Ridley Scott – Pad crnog jastreba           |
| 2002.  | Roman Polanski – Pijanist                           | Pedro Almodóvar – Pričaj s njom Stephen Daldry – Sati Rob Marshall – Chicago Martin Scorsese – Bande New Yorka                                                |
| 2003.  | Peter Jackson – Gospodar prstenova: Povratak kralja | Sofia Coppola – Izgubljeni u prijevodu Clint Eastwood – Mistična rijeka Fernando Meirelles – Božji grad Peter Weir – Gospodar i ratnik: Daleka strana svijeta |
| 2004.  | Clint Eastwood – Djevojka od milijun dolara         | Taylor Hackford – Ray Mike Leigh – Vera Drake Alexander Payne – Stranputica Martin Scorsese – Avijatičar                                                      |
| 2005.  | Ang Lee – Planina Brokeback                         | George Clooney – Laku noć i sretno Paul Haggis – Fatalna nesreća Bennett Miller – Capote Steven Spielberg – München                                           |
| 2006.  | Martin Scorsese – Pokojni                           | Clint Eastwood – Pisma s Iwo Jime Stephen Frears – Kraljica Alejandro González Iñárritu – Babel Paul Greengrass – Let 93                                      |
| 2007.  | Joel Coen i Ethan Coen – Nema zemlje za starce      | Paul Thomas Anderson – Bit će krvi Tony Gilroy – Michael Clayton Jason Reitman - Juno Julian Schnabel – Skafander i leptir                                    |
| 2008.  | Danny Boyle – Milijunaš s ulice                     | Stephen Daldry – Žena kojoj sam čitao David Fincher - Neobična priča o Benjaminu Buttonu Ron Howard – Frost/Nixon Gus Van Sant – Milk                         |
| 2009.  | Kathryn Bigelow – Narednik James                    | James Cameron – Avatar Lee Daniels – Precious Jason Reitman – Ni na nebu, ni na zemlji Quentin Tarantino – Nemilosrdni gadovi                                 |

### 2010-e
| Godina | Dobitnik film                           | Nominirani |
| ------ | --------------------------------------- | --- |
| 2010.  | Tom Hooper – Kraljev govor              | Darren Aronofsky – Crni labud Joel Coen i Ethan Coen – Čovjek zvan hrabrost David Fincher – Društvena mreža David O. Russell – Boksač                         |
| 2011.  | Michel Hazanavicius – Umjetnik          | Woody Allen – Ponoć u Parizu Terrence Malick – Drvo života Alexander Payne – Nasljednici Martin Scorsese – Hugo                                               |
| 2012.  | Ang Lee – Pijev život                   | Michael Haneke – Ljubav David O. Russell – U dobru i u zlu Steven Spielberg – Lincoln Benh Zeitlin – Zvijeri južnih divljina                                  |
| 2013.  | Alfonso Cuarón – Gravitacija            | Steve McQueen – 12 godina ropstva Alexander Payne – Nebraska David O. Russell – Američki varalice Martin Scorsese – Vuk s Wall Streeta                        |
| 2014.  | Alejandro González Iñárritu – Birdman   | Wes Anderson – Hotel Grand Budapest Richard Linklater – Odrastanje Bennett Miller – Foxcatcher: Priča koja je šokirala svijet Morten Tyldum – Igra oponašanja |
| 2015.  | Alejandro González Iñárritu – Povratnik | Lenny Abrahamson – Soba Tom McCarthy – Spotlight Adam McKay – Oklada stoljeća George Miller – Pobješnjeli Max: Divlja cesta                                   |
| 2016.  | Damien Chazelle – La La Land            | Mel Gibson – Greben spašenih Barry Jenkins – Moonlight Kenneth Lonergan – Manchester by the Sea Denis Villeneuve – Dolazak                                    |
| 2017.  | Guillermo del Toro –Oblik vode          | Christopher Nolan – Dunkirk Greta Gerwing – Lady Bird Jordan Peele – Bježi! Paul Thomas Anderson – Fantomska nit                                              |
| 2018.  | Alfonso Cuarón –Roma                    | Adam McKay – Čovjek iz sjene Pawel Pawlikowski – Hladni rat Spike Lee – Crni član KKKlana Yorgos Lanthimos – Miljenica                                        |
| 2019.  | Bong Joon Ho – Parazit                  | Martin Scorsese – Irac Quentin Tarantino – Bilo jednom... u Hollywoodu Sam Mendes – 1917 Todd Phillips – Joker                                                |

### 2020-e
| Godina        | Dobitnik film                                       | Nominirani |
| ------------- | --------------------------------------------------- | --- |
| 2020. / 2021. | Chloé Zhao – Zemlja nomada                          | Lee Isaac Chung – Minari Emerald Fennell – Djevojka koja obećava David Fincher – Mank Thomas Vinterberg – Još jedna runda                    |
| 2021.         | Jane Campion – Šape pasje                           | Paul Thomas Anderson – Licorice Pizza Kenneth Branagh – Belfast Ryusuke Hamaguchi – Drive My Car Steven Spielberg – Priča sa zapadne strane  |
| 2022.         | Daniel Kwan i Daniel Scheinert – Sve u isto vrijeme | Todd Field – Tár Martin McDonagh – Duhovi otoka Ruben Östlund – Trokut tuge Steven Spielberg – Fabelmanovi                                   |
| 2023.         | Christopher Nolan – Oppenheimer                     | Jonathan Glazer – Zona interesa Yorgos Lanthimos – Uboga stvorenja Martin Scorsese – Ubojice cvjetnog mjeseca Justine Triet – Anatomija pada |

## Strani dobitnici
Kako su Oscari osnovani u Sjedinjenim Državama te se fokusiraju na hollywoodsku filmsku industriju, većina dobitnika Oscara su bili Amerikanci. Bez obzira na to, mnogo je redatelja pobjednika bilo iz inozemstva.
- Australija: Mel Gibson
- Čehoslovačka: Miloš Forman
- Francuska: Roman Polanski i Michel Hazanavicius
- Italija: Bernardo Bertolucci
- Kanada: James Cameron
- Meksiko: Alejandro González Iñárritu i Alfonso Cuarón
- Novi Zeland: Peter Jackson
- Poljska: Roman Polanski
- Tajvan: Ang Lee
- Ujedinjeno Kraljevstvo: Richard Attenborough, Danny Boyle, David Lean, Sam Mendes, Anthony Minghella, Carol Reed, Tony Richardson, John Schlesinger, Tom Hooper i Christopher Nolan

## Vanjske poveznice
- Oscars.org (Službena stranica Akademije)
- Oscar.com (Službena promotivna stranica dodjele)
- Akademijina baza podataka  Arhivirana inačica izvorne stranice od 13. rujna 2008. (Wayback Machine) (službena stranica)